# E-Bass
Der elektrische Bass oder kurz E-Bass (englisch bass guitar) ist eine zumeist aus Holz gefertigte und auf elektrische Verstärkung angewiesene Bassgitarre. Der E-Bass ist ein Zupfinstrument und Teil der Rhythmusgruppe und muss wie die elektrische Gitarre wegen zu leiser eigener Tonwiedergabe verstärkt werden. Dazu wandelt ein eingebauter elektromagnetischer Tonabnehmer die Schwingungen der Saiten in elektrische Signale um, die durch einen Verstärker hörbar gemacht werden können.
Im Gegensatz zum aufrecht stehenden Kontrabass hängt der meist im Stehen gespielte elektrische Bass an einem über die Schulter gelegten Tragegurt.
Als Bassinstrument legt er in einem Musikensemble mit seinen tiefen Frequenzen das harmonische Fundament. Mit E-Bässen gespielte Basslinien sind typisch für viele Musikrichtungen, etwa Jazz, Rock, Punk, Funk, Blues, Country, Pop, Metal, Schlager und Tanzmusik. Vor allem im Funk und Reggae kommt er mit teils ausgefallenen Basslinien zum Vorschein.

## Aufbau

### Stimmung

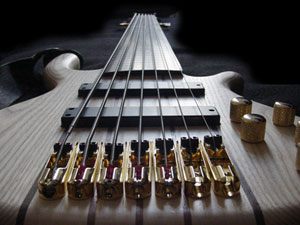
Ein siebensaitiger Fretless-E-Bass, typischerweise gestimmt in ,,Fis-,,H–,E–,A–D–G–h

Ein E-Bass kann vier bis sieben und in besonderen Versionen auch bis zu zwölf Saiten haben, die normalerweise durchgehend in Quarten gestimmt sind. Die Standard-Stimmung eines viersaitigen E-Basses (,E–,A–D–G) entspricht der Stimmung des Kontrabasses und ist eine Oktave tiefer als die vier tiefsten Saiten der Gitarre. Wie Gitarre und Kontrabass ist der E-Bass ein transponierendes Instrument; die Noten werden eine Oktave höher notiert, als der Bass klingt.
Neben den weit verbreiteten viersaitigen E-Bässen erfreuen sich bei vielen aktuellen populären Musikstilen, insbesondere bei härteren Rockmusikarten, fünfsaitige E-Bässe mit ,,H als tiefster Saite (ca. 31 Hz) zunehmender Beliebtheit. Abgerundet wird die Vielfalt durch E-Bässe mit sechs Saiten, die in der Regel in ,,H–,E–,A–D–G–c gestimmt sind, oder mit sieben Saiten, bei denen eine hohe f- oder eine tiefe ,,Fis-Saite (ca. 23 Hz) hinzukommt. Viele Musiker verwenden auch individuelle Stimmungen (→ Skordatur, → Drop Tunings) oder lassen sich Sonderausführungen bauen.
Die Tonhöhenveränderung geschieht durch Abgreifen der Saiten auf dem Griffbrett. Auf diesem sind meist 20 bis 24 Bundstäbchen in gleichstufigen Halbtonschritten eingelassen, so dass der Tonumfang eines viersaitigen E-Basses in Standardstimmung vom Kontra-E bis (bei 24 Bünden) zum eingestrichenen g (klingend) reicht. Dies entspricht einem Grundtonfrequenzbereich von 41,2 bis 392 Hz.

### Korpus
Im Gegensatz zu akustischen Instrumenten dient der Korpus eines E-Basses nicht als Resonanzkörper, weshalb er meistens aus einem massiven Stück Holz besteht; vor allem in den 1960er-Jahren waren jedoch auch Bässe mit hohlem Korpus verbreitet („Halbresonanzkorpus“). Die Form des Korpus erinnert üblicherweise an eine Acht, wobei meist am oberen Ende tiefe Ausschnitte (englisch: Cutaways) eingefügt sind, um das Greifen der hohen Bünde zu erleichtern. Den Korpusformen sind aufgrund des geringen akustischen Einflusses fast keine Grenzen gesetzt; ein bedeutender Maßstab ist die ergonomische Spielbarkeit des Instruments. Aus diesem Grund spielt auch die Art des Lackes keine große Rolle. Bei einigen E-Bass-Modellen aus den 1960er-Jahren ist der Holzkorpus ganzflächig mit Kunststofffolie beklebt.
Auf die Vorderseite des Korpus kann ein Schlagbrett aus Hartplastik oder Metall aufgeschraubt sein. Es hat die Funktion, Kratzspuren beim Plektrumspiel auf der lackierten Oberfläche des Korpus zu verhindern, und verdeckt bei einigen Modellen Ausfräsungen im Korpus für die Elektrik des Instruments – Tonabnehmer, Kabel, Potentiometer. Auf dem Korpus befindet sich der Steg, über den die Saiten laufen. Das untere Ende der Saiten wird vom Saitenhalter gehalten, der entweder in den Steg integriert ist (die Kombination aus Saitenhalter und Steg wird auch als Brücke – englisch: Bridge – bezeichnet) oder der sich als separates Bauteil entweder auf der Vorder- oder Rückseite des Korpus befindet. In letzterem Fall werden die Saiten hinter dem Steg durch den Korpus geleitet (engl.: String-through-body).

### Hals
Der Hals des E-Basses ist bei den meisten Instrumenten in eine taschenförmige Fräsung im Korpus eingesetzt und aufgeschraubt oder, seltener, angeleimt. Bei einer anderen Konstruktionsweise wird der Bass mit durchgehendem Hals gebaut (englisch neck-thru), an den die beiden Korpusflügel seitlich angeleimt werden. Diese Bauweise hat den Vorteil, dass kein Übergang zwischen Hals und Korpus die Saitenschwingungen dämpft und so eine längere Ausklingzeit der Saiten (englisch sustain) erreicht werden kann.
Wie beim Korpus wird eine zu starke Bedämpfung der Saitenschwingungen durch Verwendung harter Holzsorten und verschiedener konstruktiver Techniken vermieden. Bei Hälsen aus zu weichem Material oder bei ungünstigen Strukturen im Holz können sogenannte Dead spots auf dem Griffbrett entstehen, Bundpositionen mit stark verkürzter Ausklingzeit des gespielten Tons. Diese treten auf, wenn die Eigenresonanz des Halses durch den schwingenden Ton so angeregt wird, dass der zu dem gegriffenen Ton gehörige Bund auf einem Schwingungsbauch des Halses liegt. Dadurch zieht der Hals Energie aus der schwingenden Saite ab, was zu einem stark verkürzten Sustain führt. Ebenso ist auch ein „Aufschaukeln“ der Saiten möglich.
Auf dem Hals befindet sich das Griffbrett, in das in der Regel 20 bis 24 Bünde in gleichstufigen Halbtonschritten eingelassen sind. Es gibt jedoch auch bundlose Bässe. Diese Bauweise wird nach dem englischen Begriff fretless genannt. Zur Orientierung werden teilweise die Sägeschnitte für die Bünde ausgeführt und mit Holz oder Kunststoff ausgelegt. Dies hilft insbesondere Anfängern, die richtige Griffposition am bundlosen Bass zu finden. Eine Sonderstellung nimmt das E-Bass-Modell Ibanez MC 924 ein, eine Art Hybridbass, dessen Griffbrett vom Grundton bis zur ersten Oktave der frei schwingenden Saite mit Bünden versehen ist und in höheren Lagen ein bundloses Griffbrett besitzt (englisch half and half).
Im Hals befindet sich ein metallener Halsspannstab, der die Saitenspannung abfängt und durch den die Wölbung des Halses verändert werden kann. Durch eine leichte Wölbung des Halses (aus Sicht des Bassisten nach vorne) wird ein Aufliegen der Saiten auf dem Griffbrett (bei Fretless-Bässen) bzw. auf den Bundstäben und somit ein Scheppern der Saiten verhindert. Eine zu starke Halskrümmung bewirkt, dass der Abstand zwischen Saiten und Hals sehr groß und ein schnelles und präzises Spiel damit erschwert wird. Je nach Stärke des verwendeten Saitensatzes kann die Krümmung daher individuell justiert werden.
Das Griffbrett schließt mit dem Sattel ab, über den die Saiten zu den Stimmmechaniken laufen, die im obersten Ende des Halses, der Kopfplatte, eingelassen sind. Im Englischen nennt man den Sattel nut. Abgeleitet von den traditionellen Modellen Fender Precision Bass („P-Bass“) und Fender Jazz Bass („J-Bass“) gibt es verschieden breite Hälse. Der P-Bass hat am Sattel typischerweise eine Breite von etwa 45 mm (1,75 Zoll), der J-Bass nur etwa 38 mm (1,50 Zoll), beide Angaben für viersaitige E-Bässe. Der schmalere J-Bass-Hals erleichtert die Fingerbewegungen über die Saiten auf dem Griffbrett und kommt Bass-Spielern mit kleineren Händen entgegen.
E-Bässe sind mit unterschiedlich langen Mensuren (Länge der schwingenden Saite) erhältlich: Shortscale (30 Zoll/762 mm), Mediumscale (32 Zoll/813 mm), Longscale (34 Zoll/864 mm) und Extra-longscale oder Super-longscale (35 bis 36 Zoll/889 beziehungsweise 914 mm). Am häufigsten werden Bässe mit Longscale-Mensur gebaut. Rickenbacker-Bässe mit einer Mensur von 33¼ Zoll weichen von diesen Maßen ab.

### Tonabnehmer und Klangregelung

P-Style- (oben) und J-Style-Tonabnehmer (unten) an einem viersaitigen E-Bass

Die unter den Saiten befindlichen elektromagnetischen Tonabnehmer (engl.: Pickups) wandeln die Schwingungen der Saiten durch elektromagnetische Induktion in ein elektrisches Signal um. Es gibt einige Standards bei der Tonabnehmerbestückung. Üblich sind ein Tonabnehmer oder eine Kombination von zwei Tonabnehmern, bei dem sich die elektrischen Ausgangssignale umschalten oder untereinander mischen lassen, was je nach Position und Beschaffenheit des Tonabnehmers zu unterschiedlichen Klangergebnissen führt.
Häufig sind Tonabnehmer (in Fachkreisen auch PUs genannt, Kurzform für Pickups) nach dem Vorbild der Fender-Bässe aus den 1950er- und 1960er-Jahren benannt: J-Style-Pickups (eine Magnetspule, benannt nach dem Fender Jazz Bass) und/oder P-Style-Pickups (zwei Magnetspulen in gegenläufiger Schaltung, benannt nach dem Fender Precision Bass, auch als Split coil bezeichnet). Außerdem gibt es seit den 1970er-Jahren eine Vielzahl von Formaten, meistens doppelspulige Humbucker. Hier hat sich besonders das MM-Format (benannt nach dem Modell Music Man StingRay – siehe Foto in Infobox) und nach ihrer geschlossenen Plastikkappe benannte Soapbars (deutsch: „Seifenstück“) etabliert. Daneben kann man im Steg Piezo- oder Mikrofon-Elemente einbauen, deren Ton ähnlich wie ein rein akustisches Instrument mit Resonanzkörper klingt.
Es gibt zwei grundsätzliche Möglichkeiten der Klangregelung bei elektrischen Instrumenten. Man kann entweder eine rein passive Schaltung verwenden, die nur das Filtern der Lautstärke und einzelner Frequenzbänder erlaubt und die ohne Stromversorgung auskommt; oder man nutzt in das Instrument eingebaute Vorverstärker, um eine Anhebung und Absenkung von einzelnen Frequenzbändern und eine Impedanzwandlung des Ausgangssignals zu ermöglichen. Hier liegen die Nachteile vor allem in dem Einfluss, den die Schaltung auf das unbearbeitete Signal hat.
Bei passiven Schaltungen gibt es meist einen Lautstärke-Potentiometer pro Tonabnehmer und eine gemeinsame Höhenblende, die den Ton je nach Stellung immer dumpfer werden lässt. Außerdem kann man mit Schaltern die Verdrahtung der Tonabnehmer untereinander verändern und zusätzliche Filter bedienen. Ein Anheben von Frequenzbändern bereits im Instrument ist bei passiven Instrumenten (ohne interne Vorverstärkung) nicht möglich; das Absenken der Höhen oder Tiefen kann zu hörbaren Übertragungsverlusten führen.
Aktive Schaltungen ermöglichen neben den von der passiven Auslegung her bekannten Möglichkeiten ein erheblich vielseitigeres Verändern des Klangs. Am Panorama-Potentiometer kann das Mischverhältnis bei zwei Tonabnehmern verändert werden, ohne den Lautstärkeregler verstellen zu müssen. Die Klangregelung kann über Equalizer mit zwei oder mehr Frequenzbändern erfolgen. Die Nutzung von nichtmagnetischen Tonabnehmern wird erst durch den Einsatz von Vorverstärkern möglich. Bei aktiven E-Bässen wird ein integrierter Vorverstärker meist über eine 9-Volt-Batterie im Instrument mit Spannung versorgt. Die Vorverstärkung sorgt für eine Impedanzanpassung des zunächst hochohmigen Signals, wodurch Klangverluste auf dem Weg zum Verstärker (Gitarrenkabel) ausgeglichen werden können. Bei einigen E-Bass-Modellen kann die aktive Elektronik ausgeschaltet werden. Dies ermöglicht dem Spieler eine größere Klangvielfalt und erlaubt das Weiterspielen bei leerer Batterie.
Die Verkabelung der Elektrik befindet sich im Korpus. Das resultierende, meist asymmetrische Signal wird meist über eine 6,3-mm-Klinkenstecker-Verbindung übertragen. Durch die Verstärkung des übertragenen Signals in einem Bassverstärker (engl.: Bass amp) kann der Klang eines E-Basses durch Lautsprecherboxen wiedergegeben werden. Einige Instrumente (zum Beispiel die Modelle der Yamaha TRB-Serie) stellen das Signal quasi-symmetrisch (Return über Widerstand und Kondensator auf Masse) oder vollbalanciert (Return invertiert) zur Verfügung, wodurch der Bass auch ohne eine dazwischen geschaltete DI-Box einfacher an ein Mischpult angeschlossen und gespielt werden kann.

### Besondere Bauweisen

#### Mehrchörige Bässe
Für besondere klangliche Anforderungen werden manchmal doppelchörige Instrumente (nach dem Prinzip der zwölfsaitigen Gitarre) eingesetzt, bei denen zur Grundsaite noch eine zusätzliche Oktavsaite verwendet wird, bei dreichörigen Bässen auch zwei Oktavsaiten. Die sehr seltenen dreichörigen Bässe haben damit eine Gesamtsaitenzahl von 12 (vier mal drei Grundsaiten), 15 (fünf mal drei) oder 18 (sechs mal drei) Saiten.

#### Bundlose Bässe

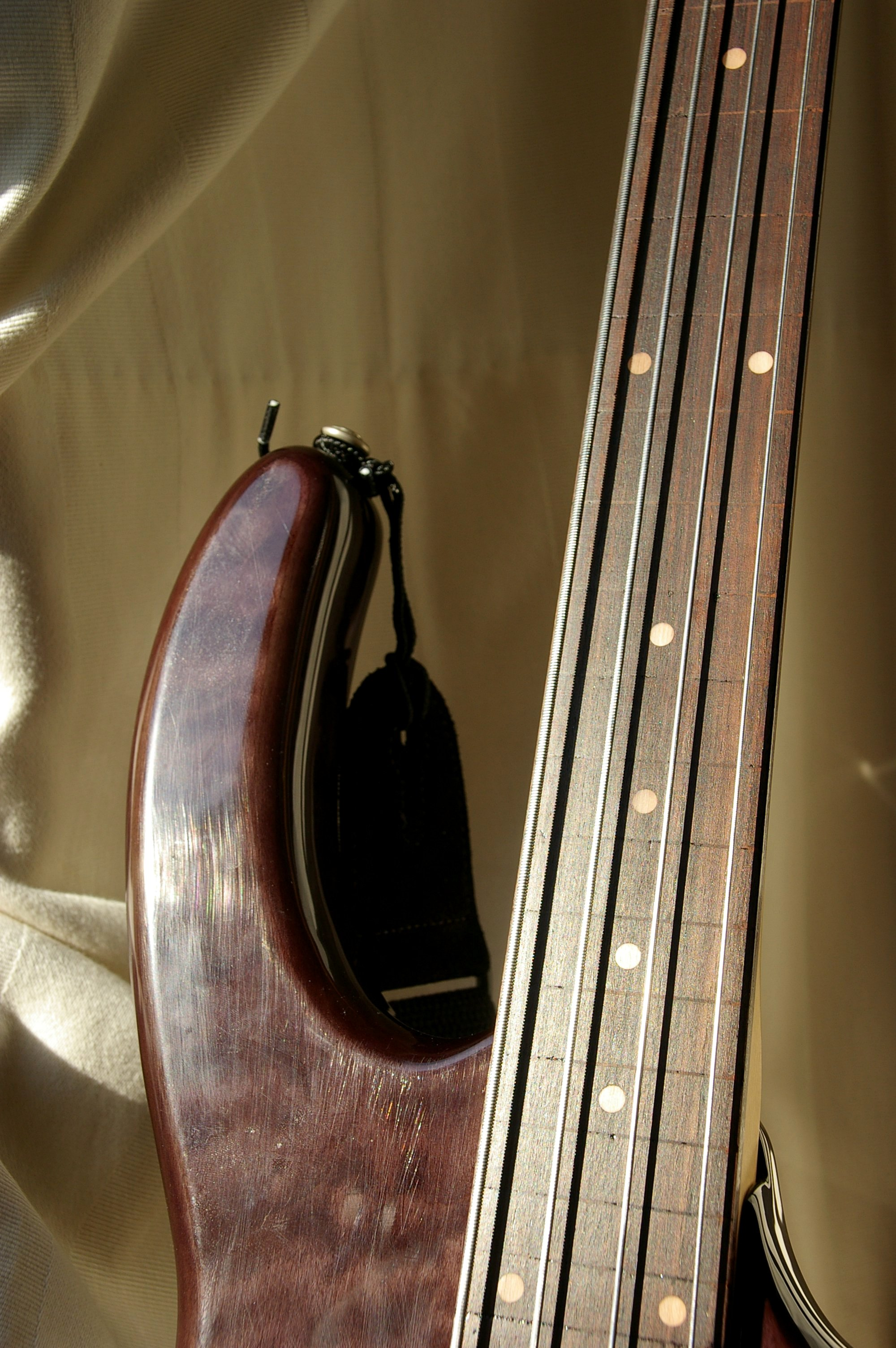
Fretless-Bass

Eine spezielle Art des E-Basses ist der in den 1960er-Jahren entwickelte bundlose (engl.: fretless) Bass, mit dem sich singende bis grollende Klänge erzielen lassen. Infolge der kürzeren Mensur, der anderen Saitenkonstruktion und anderem erreicht der bundlose Bass zwar nicht die Klangqualität eines Kontrabasses oder E-Kontrabasses. Bundlose E-Bässe haben eigene Klangqualitäten, beispielsweise bei Techniken wie dem Sliden. Über das Slappen (das harte Anschlagen der Saiten mit dem Daumengelenk an Stelle des herkömmlichen Zupfens) mit einem bundlosen Bass gibt es verschiedene Ansichten. Auch dieser Klang ist anders als bei einem Bass mit Bünden, bei dem der charakteristische Slap-Klang vor allem durch das Schlagen der Saite gegen die aus Metall bestehenden Bundstäbchen entsteht. Es gibt auch Fretless-Bässe mit Bundmarkierungen, die Einsteigern eine Orientierungshilfe auf dem Hals geben.

#### D-Tuner

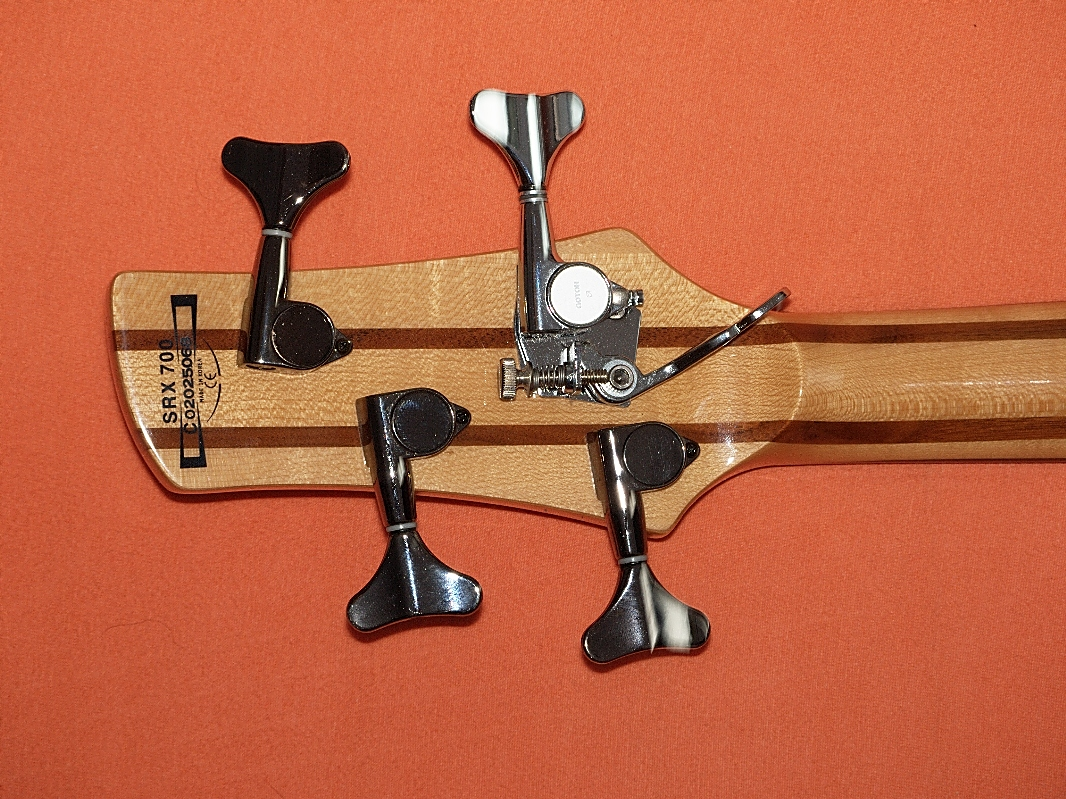
Kopfplatte mit D-Tuner in „D-Position“

Um bei den viersaitigen E-Bässen noch etwas mehr Spielraum im tiefen Frequenzbereich zu haben, wurde der D-Tuner für den E-Bass entwickelt. Diese Vorrichtung an der Stimmmechanik erlaubt es, durch Umlegen eines Hebels die Saite um einen ganzen Ton herunterzustimmen (und wieder zurück). In der Regel sind D-Tuner an der ,E-Saite angebracht, so dass diese auf ,D heruntergestimmt werden kann, um so Zugriff auf zwei zusätzliche (Halb-)Töne zu erhalten. Sie können jedoch an jeder beliebigen Saite angebracht sein. Nachteil dieses Systems ist eine deutliche Verkürzung der Lebensdauer der Saite. Eine weitere Seltenheit sind viersaitige Bässe, bei denen die ,E-Saite einen −1. und einen −2. Bund hat, die Mensur der (auf ,D gestimmten) ,E-Saite also über den Sattel der anderen Saiten hinaus reicht.

#### Verwendung anderer Materialien als Holz

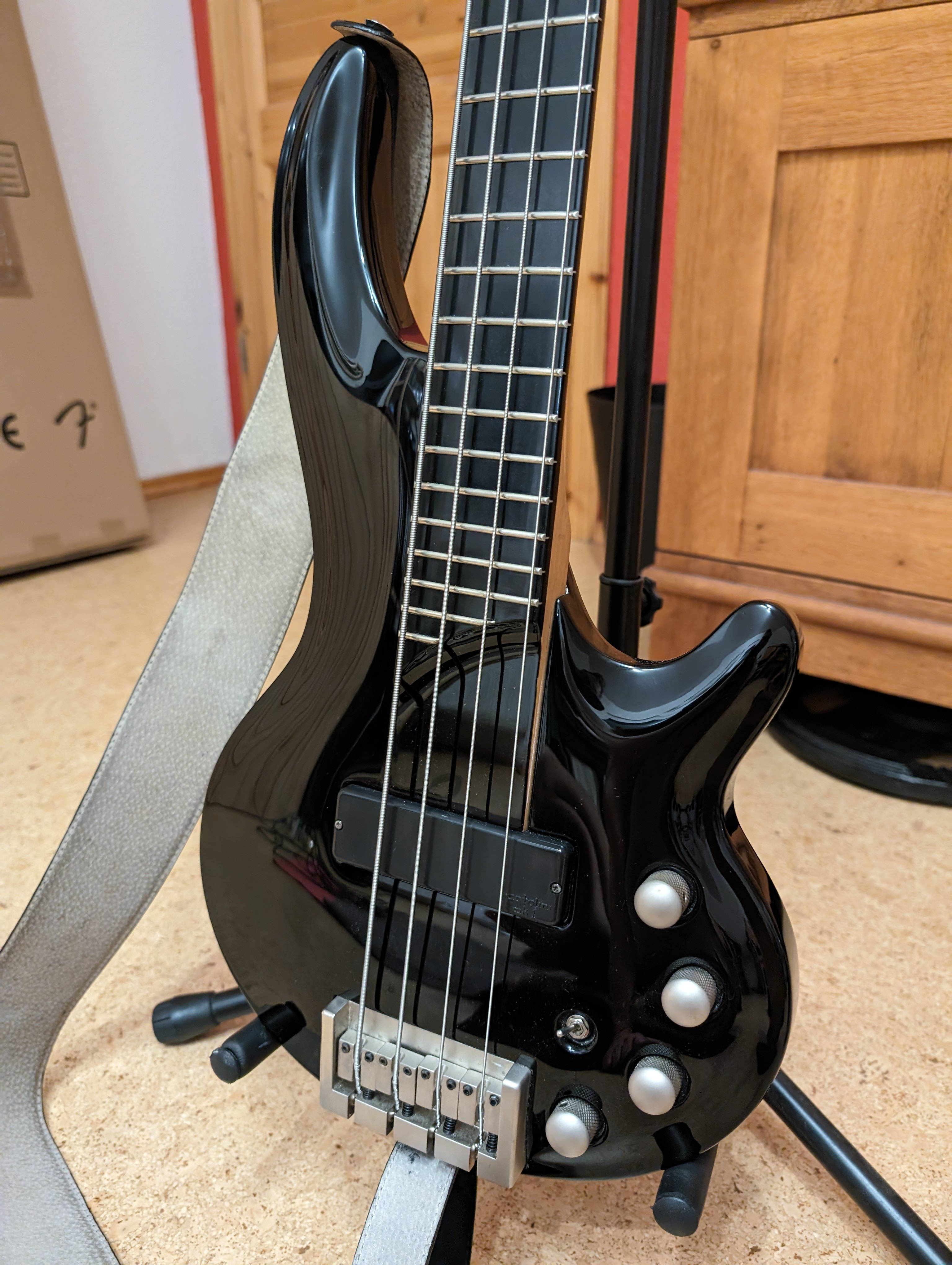
Cort Curbow E-Bass-Korpus aus "Luthite"-Kunststoff

Der Bedarf nach stabileren Hälsen führte in den 1970er- und 80er-Jahren zur Verwendung von Materialien wie Acrylglas (Ampeg Dan Armstrong-Modell), Aluminium (Travis Bean, Kramer) und kohlenstofffaserverstärktem Kunststoff (Modulus, zeitweise auch in Zusammenarbeit mit Alembic, Steinberger, Status, Clover, Ritter, die inzwischen davon abgekommen sind, Miller Guitars & Basses, Schack, Moses, Vigier, SKC Bogart, Zon und andere), die zunächst große Mode waren, sich auf Dauer allerdings nicht im Massenmarkt durchsetzen konnten, da die damaligen Bässe mit Graphithals zu steril klangen (was sich bis heute teilweise geändert hat). Der Klang ist sehr brillant und klingt lange nach (Sustain). Außerdem ist ein Gitarrenhals aus Graphit unanfällig gegen Temperatur- oder Feuchtigkeitsänderungen. Die Stabilität ist so groß, dass auf einen Halsspannstab verzichtet werden kann, was viele Hersteller von Graphit-Bässen auch tun. Stärker verbreitet als Voll-Graphit-Hälse ist die Verwendung von Graphitstäben oder -rohren im Holzhals zu dessen Stabilisierung, was zum Ziel hat, die Stabilität von Graphit mit der klanglichen Wärme und Natürlichkeit von Holz zu paaren. Im Jahr 1979 erschien mit dem Steinberger L der erste E-Bass, der vollständig aus einem Laminat aus Kohlenstofffaser und Kunstharz (kohlenstofffaserverstärkter Kunststoff, KFK, Carbon) gefertigt war. Als State-of-the-art gilt heutzutage ein stabilisierter mehrteiliger Hals unter Verwendung von harten bis sehr harten Hölzern wie zum Beispiel Mahagoni, Ahornholz, Amarant (Purpleheart), Wenge, Bubinga, Amazaque, Ovangkol, Palisander, Ebenholz, Cocobolo und Olive.

#### Bassjo
Das Bassjo oder Banjo-Bass kombiniert einen E-Bass-Hals mit einem Banjo-Korpus und wird mit E-Bass-Saiten ausgestattet.

#### Sonstiges
Klaus Voormann hat eine elektrische achtsaitige Gitarre (mit vier Basssaiten und vier Gitarrensaiten, jeweils mit Verbindung zu einem Bassverstärker bzw. Gitarrenverstärker, bzw. drei Basssaiten und fünf Gitarrensaiten) erfunden.

## Geschichte

### Vorgeschichte
Akustische Bass-Zupfinstrumente mit bundiertem Hals wie zum Beispiel die Basslaute sind bereits seit etwa dem 17. Jahrhundert bekannt. Ein weiteres Bass-Musikinstrument mit Bünden ist das mit dem Kontrabass verwandte südslawische Volksinstrument Berda. Ab dem 19. Jahrhundert entstanden verschiedene akustische Bass-Zupfinstrumente in Gitarrenform, deren Abgrenzung voneinander jedoch nicht vollständig möglich ist: die Kontragitarre, die Bassgitarre sowie die akustische Bassgitarre. Seit Anfang des 20. Jahrhunderts produzierte der US-Instrumentenhersteller Gibson einen ähnlich der Mandoline konstruierten akustischen „Mando-Bass“.

### Neue Anforderungen in Bands
Mit dem Aufkommen der E-Gitarre ergab sich das Problem, dass in damaligen Bands der verwendete Kontrabass hinsichtlich der Lautstärke unterlegen war. Auch Bässe wurden in der Folge mit einem Tonabnehmersystem ausgerüstet.
Vorläufer des E-Basses wurden in den 1930er-Jahren entwickelt und basieren auf zwei Instrumentenfamilien: dem Kontrabass und der Gitarre beziehungsweise E-Gitarre. Der erste kommerziell vermarktete E-Bass, viersaitig, mit Bünden ausgestattet und für eine horizontale Spielweise ausgelegt, ist die Model #736 Electronic Bass Fiddle, die ab 1935 von Paul Tutmarcs Firma Audiovox Manufacturing Co. zu einem Listenpreis von $ 65 verkauft wurde. Audiovox hat bis zur Geschäftsaufgabe um das Jahr 1950 etwa 100 Exemplare dieses E-Basses produziert.
Der Fender Precision Bass war bei Markteinführung 1951 der erste E-Bass mit massivem Holzkorpus ohne Resonanzkörper (Solidbody), der industriell in Serie gefertigt wurde. Die Bezeichnung Precision bezieht sich auf die Tatsache, dass dieser Bass (im Gegensatz zum Kontrabass) Bünde hat und somit die Töne für den Spieler einfacher präzise zu greifen sind.
Leo Fender übertrug die grundlegende Bauweise einer E-Gitarre auf den Bass, modifizierte jedoch die einzelnen Bauteile wie Korpus, Hals und Tonabnehmer dahingehend, dass sie die tiefen Frequenzen sowie die höhere mechanische Belastung durch die Saitenspannung aushielten. Ein großer Unterschied zum Kontrabass besteht darin, dass E-Bässe in eher horizontaler Position des Instruments gespielt werden, während Kontrabässe beim Spielen aufrecht (engl.: upright) gehalten werden. Es gibt aber auch einige Bassisten wie zum Beispiel Alex Webster und Bill Wyman, die den umgehängten E-Bass fast vertikal halten.
Der erste auf E-Bässe spezialisierte Hersteller war in den 1960er Jahren die von Ron Wickersham gegründete Firma Alembic, die für ihre Instrumente in den 1970er Jahren eine aktive Elektronik einführte.

### Unterschiede zur E-Gitarre
Aus den nötigen Umbauten folgen auch einige Unterschiede zwischen dem E-Bass und der E-Gitarre:
- Mensur: Die Mensur eines E-Basses ist in der Regel länger als die einer E-Gitarre.
- Saitenstärke: Die Saiten weisen gegenüber der E-Gitarre einen größeren Durchmesser auf, da sich mit der höheren Saitenmasse das Schwingungsverhalten derart ändert, dass erst durch dickere Saiten der gewünschte tiefe Ton bei akzeptabler Saitenspannung erreicht werden kann.
- Saitenanzahl: Die meisten E-Bässe haben vier Saiten, es gibt aber auch fünf-, sechs- und siebensaitige Varianten, die dem Bassisten eine breitere Klangvielfalt bieten, sowie die bereits erwähnten mehrchörigen Instrumente.
- Korpus: Der Korpus ist länger als bei der E-Gitarre, typisch ist ein langes Korpushorn, damit das Instrument mit längerem Hals und schwereren Stimmmechaniken nicht kopflastig wird.
- Steg: Der Steg befindet sich weiter am Ende des Korpus, damit das ganze Instrument nicht zu lang wird.
- Stimmung: Abgesehen von individuellen Stimmungen wird ein E-Bass durchgehend in Quarten gestimmt, wobei der Unterschied nur auf Instrumenten mit hohen Saiten zum Tragen kommt. Dies ist bei einer Gitarre nicht möglich, da sonst viele Akkorde nicht greifbar wären. Bei der Gitarre folgt auf die G-Saite eine H-Saite (große Terz) und darauf wieder im Quartabstand ein E. Beim Bass ist die Saitenfolge (,,H)-,E-,A-D-G-(c), bei der Gitarre E-A-d-g-h-e'.

## Typische Aufgaben und Spieltechniken

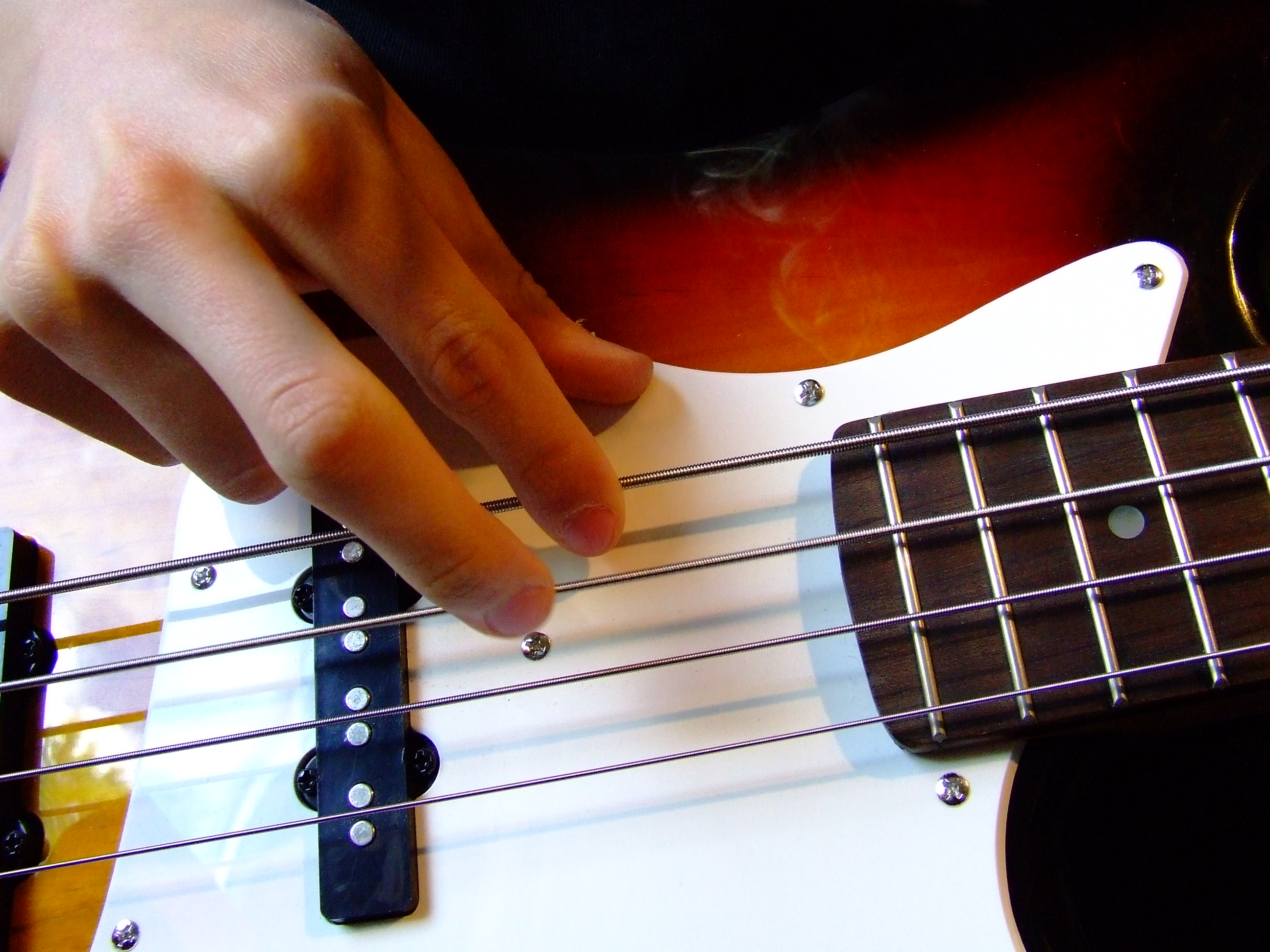
Finger-Picking-Spiel

Die wohl typischste Aufgabe eines E-Basses, beispielsweise in einer gewöhnlichen Rock/Pop-4er- oder -5er-Combo (Sänger und/oder E-Gitarre, Rhythmusgitarre, E-Bass, Schlagzeug), ist zunächst die Sättigung des musikalischen Arrangements mit tiefen Basstönen. Mindestens genauso primär in der Rolle des E-Basses ist die musikalische Diminution – also das rhythmische Auflockern des musikalischen Materials. Im simpelsten Spieltypus kommen hier durchgängige Achtelnoten im Plucking- oder Pickingstyle (siehe unten) zum Einsatz, die sehr häufig über rhythmisch-melodische Alternierungsverfahren, wie Synkopierung und progressive Intervallsprünge (vor allem Oktaven, Quinten und Quarten), aber auch durch Einbindung spezieller Spieltechniken, wie des eher perkussiv ausgelegten Slappings, interessant gehalten werden. Typisch ist auch die Kopplung der rhythmischen Grundzüge des E-Basses mit der Bass-Drum des Schlagzeugs – daher müssen sich Bassist und Drummer für gewöhnlich gut miteinander abstimmen (zumindest falls für die verschiedenen Musiker keine Noten/Lead-Sheets der Einzelpartien vorliegen).

In vielen Ensemblearten sind somit nicht nur das Drumset und die Rhythmusgitarre (falls vorhanden) ausschlaggebend für den rhythmischen Groove und Grundpuls des Stückes, sondern für gewöhnlich trägt ebenso der E-Bass massiv zum rhythmischen Geschehen bei. Letzteres trifft auch auf Arrangements für größere Ensembles zu, so Arrangements für Bigband, Funkbands oder TV-Begleitorchester, in denen E-Bass (bzw. Kontrabass), Schlagzeug, Rhythmusgitarre sowie Klavier/Keyboard als Rhythmusgruppe zusammengefasst werden, die den Bläsern (Trompete, Posaune, Saxophon) gegenübersteht.

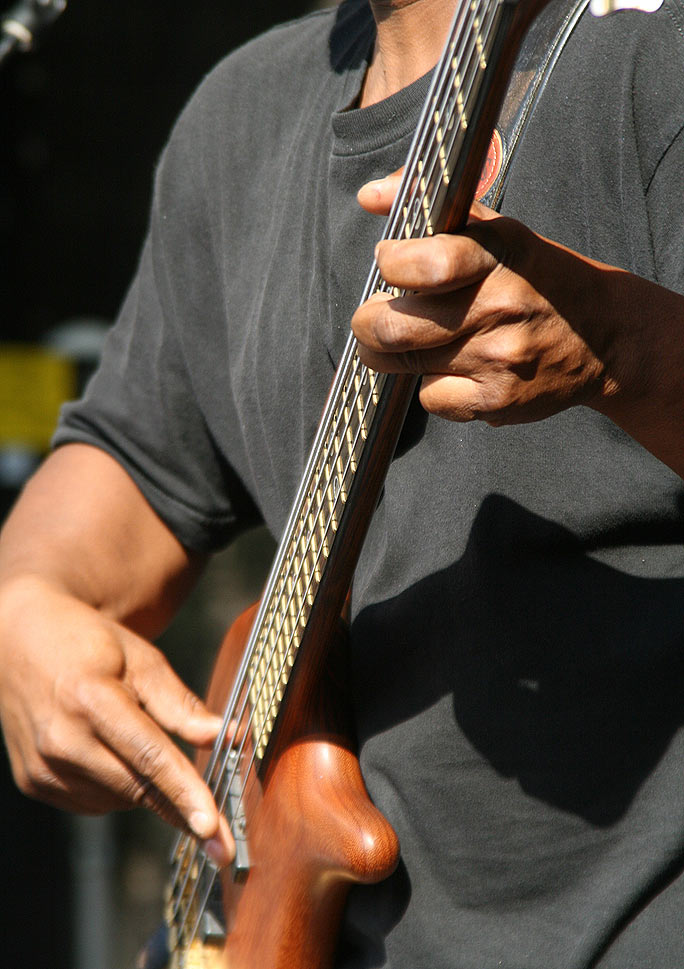
Finger-Picking: Spiel- und Griffhand

Es existieren verschiedene Spieltechniken für E-Bässe, die sich vor allem auf die Spielhand (im Gegensatz zur Griffhand) beziehen. Grob unterscheiden kann man:
- Das zupfende Spiel mit Zeige-, Mittel- und teilweise auch Ringfinger (engl.: Plucking), verwandt dem Pizzicato bei klassischen Kontrabässen und dem Apoyando der klassischen Gitarre. Diese Technik erlaubt präzises Spiel und eine sehr hohe Kontrolle über die Schwingungen der Saiten und damit über die Tongestaltung. Während das Abdämpfen schwingender Saiten mit der Greifhand stets ein schwaches, aber hörbares Nebengeräusch verursacht, ermöglicht die Zupftechnik das geräuschlose Abdämpfen mit den Fingern der Schlaghand. Der entstehende Ton ist im Allgemeinen von seinem Charakter her runder und kräftiger als mit anderen Spieltechniken.
- Das Spiel mit Plektrum, einem kleinen Plättchen, meist aus Kunststoff. Dies entspricht der typischen E-Gitarren-Spielweise. Hierbei ist der Anschlag definierter als bei der Zupftechnik. Bekannte Protagonisten in der Rockmusik sind Paul McCartney (Beatles), Roger Waters (Pink Floyd) und Jason Newsted (Ex-Metallica). Unter den international bekannten Jazz-Bassisten wird diese Spieltechnik zum Beispiel von Steve Swallow und Colin Hodgkinson praktiziert.
- Die perkussive orientierte Slaptechnik durch Schlagen mit Daumen und Reißen mit dem Zeige- oder Mittelfinger, wie sie zum Beispiel von Flea (Red Hot Chili Peppers) und von Fieldy (Korn) ausgeführt wird. Der erzielte prägnante Klang unterscheidet sich deutlich von den anderen Spieltechniken. Bekannt wurde diese Technik durch den Bassisten Larry Graham der Funk- und Soul-Band Sly & The Family Stone.
- Eine weitere Technik, die vor allem durch Victor Wooten bekannt gemacht wurde, aber auch von Bassisten wie Marcus Miller und Alain Caron benutzt wird, ist das Double-Thumbing. Bei dieser dem Plektrumspiel vergleichbaren Ausführungsweise wird mit Auf- und Abschlägen des Daumens die Saite angeschlagen.
- Eher eine Randerscheinung ist das meist solistisch eingesetzte Tapping, bei dem auch die rechte Hand auf dem Griffbrett Töne anschlägt und so zusammen mit der linken Hand besondere Effekte erzielen kann. Beim Two-Hand-Tapping, das durch Billy Sheehan bekannt wurde, werden beide Hände zum Tappen verwendet. Oftmals wird Tapping in Kombination mit Slapping verwendet.
- Eine weitere Spieltechnik ist Palm muting, bei der die angeschlagene Saite mit der Kante der Schlaghand leicht vor dem Steg abgedämpft wird, was die Klangdauer der Saite verringert und einen dumpferen Klang erzeugt. Diese Spieltechnik eignet sich dazu, die Dynamik der Basslinien innerhalb eines Stückes zu variieren, und zur Imitation des Klangs eines Kontrabasses.
- Eine spezielle Art des Spielens, die John Entwistle populär gemacht hat, ist das Typewriting („Schreibmaschinen-Stil“). Dabei wird normal gegriffen, aber mit den Fingerspitzen der Spielhand auf die Saite geschlagen und dadurch ähnlich wie beim Slappen ein klarer, aber kurzer Ton erzeugt.

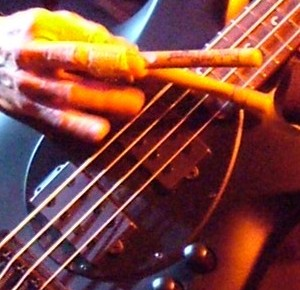
Tony Levin mit Funk fingers (2006)

- Tony Levin mit Funk fingers (2006)Eine weitere Spezialtechnik sind die erstmals von Tony Levin verwendeten Funk fingers. Dabei werden zwei Holzstöcke, die Drumsticks ähneln, an Zeige- und Mittelfinger befestigt und durch das Schlagen auf die Saiten ein perkussiver Ton erzeugt.[14]
- Das Spielen mit Flageoletttönen ist eine Technik, um Obertöne einer Saite oder eines gegriffenen Tones zu erzeugen. Durch leichtes Berühren der Saite an bestimmten Punkten erklingt ein höherer Ton anstatt des eigentlich angeschlagenen Tones. Bei dieser Technik berührt ein Finger nur leicht bestimmte Punkte der Saite und verlässt ganz kurz nach dem Anschlag wieder die Saite. Diese Technik ist nur an bestimmten Punkten der Saite für das Flageolett sinnvoll einsetzbar. Bei ungegriffenen Saiten sind diese Punkte:
  - zwölfter Bund = 1⁄2 der Saitenlänge = Oktave
  - siebter Bund = 1⁄3 der Saitenlänge = Quinte (auch 19. Bund = 2⁄3 Saitenlänge)
  - fünfter Bund = 1⁄4 der Saitenlänge = Doppeloktave
  - kurz vor dem vierten Bund = 1⁄5 der Saitenlänge = Doppelterz. Man unterscheidet:
  - natürliche Flageoletts (auch „natural harmonics“): Bei diesen werden Leersaiten verwendet und es wird an den oben genannten Stellen gedämpft/gegriffen.
  - künstliche Flageoletts (auch „artificial harmonics“): Bei diesen werden die Töne gegriffen. Die Anschlagspunkte verschieben sich um jeweils zwölf Bünde (Oktav-Flageolett). Wenn mit der Greifhand am 3. Bund gegriffen wird, ist der Anschlagspunkt also am 15. Bund (12+3). Die Anschlagshand muss hier gleich doppelte Arbeit verrichten: der Zeigefinger dämpft die Saite und ein anderer Finger (meist der Daumen oder der Ringfinger) schlägt die Saite an. Was beim natürlichen Flageolett von zwei Händen verrichtet wird (Abdämpfen und Anschlagen), muss hier also von einer geleistet werden, da die linke Hand mit dem Greifen beschäftigt ist. Da beide Hände involviert sind, liegt hier keine reine Greifhandtechnik vor.

## E-Bass-Effekte
Unter E-Bass-Effekten versteht man diverse Geräte, die mittels elektronischer Schaltungen das E-Bass-Signal verändern. Hauptsächlich kommen sie in Form von Pedalen vor (umgangssprachlich als „Bodentreter“ oder „Tretminen“ bezeichnet), daneben werden auch komplexe 19"-Effekt-Prozessoren genutzt. Für den E-Bass sind auch Multieffektgeräte wie zum Beispiel das BOSS GT-10B im Bodenformat verfügbar. Verbreitet sind vor allem verzerrende, Hall-, Modulations- und Wah-Wah-Effekte. Bekannte Nutzer sind beispielsweise Cliff Burton, Jaco Pastorius, John Myung, Geezer Butler und Doug Wimbish.

## Bedeutende Bassisten
War der Bass bis zur Mitte der 1960er Jahre ein reines Rhythmusinstrument, so machten Blues- und Rock-Bassisten wie Jack Bruce (Cream), John Entwistle (The Who), Andy Fraser (Free) oder Colin Hodgkinson (Alexis Korner u. a.) den Bass zu einem eigenständigen melodieführenden Instrument.
Jaco Pastorius nahm in den 1970er Jahren eine Vorreiterrolle in Jazz und Fusion ein. Eberhard Weber erzeugte mit seinem E-Kontrabass besondere Klangfärbungen.